# یوس اسخیپر
یوس اسخیپر (هلندی: Jos Schipper؛ زادهٔ ۱۰ ژوئن ۱۹۵۱) دوچرخه‌سوار اهل هلند است.